# Rosario

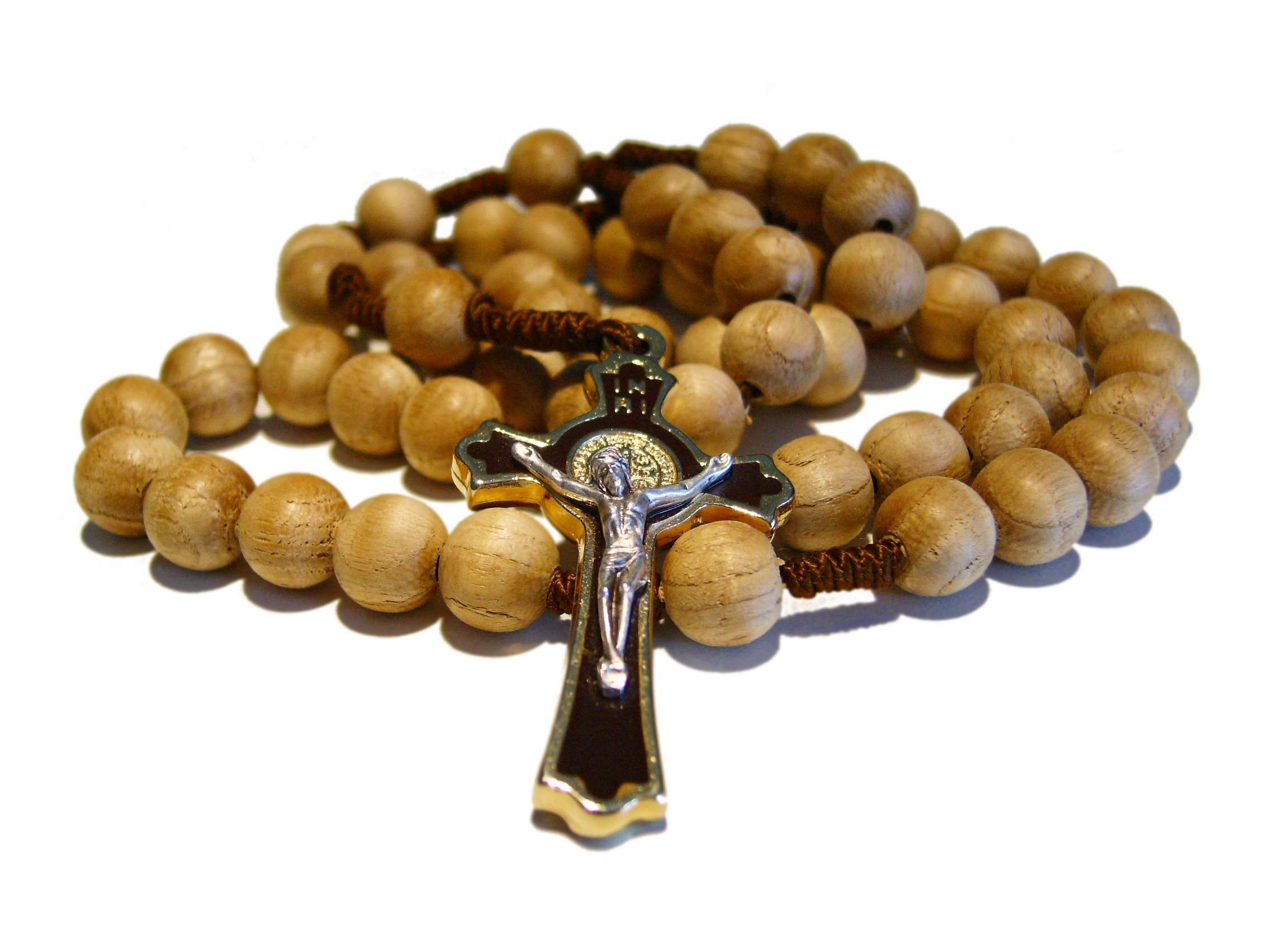
Un rosario

Il rosario (dal latino rosārium, "rosaio") è una preghiera devozionale e contemplativa a carattere litanico tipica del rito latino della Chiesa cattolica. 
La parola "rosario" deriva da un'usanza medioevale che consisteva nel mettere una corona di rose sulle statue della Vergine; queste rose erano simbolo delle preghiere "belle" e "profumate" rivolte a Maria. Così nacque l'idea di utilizzare una collana di grani (la corōna; nell'accezione latina, ghirlanda di rose) per guidare la meditazione. Nel XIII secolo, i monaci dell'Ordine cistercense elaborarono, a partire da questa collana, una nuova preghiera che chiamarono rosario, dato che la comparavano a una corona di rose mistiche offerte alla Vergine.
Secondo la dottrina cattolica, alla recita del rosario è connessa la possibilità di ottenere un'indulgenza, plenaria o parziale, alle condizioni previste dalla Chiesa cattolica. La preghiera è destinata a ogni persona per ottenere grazie e consolazioni per sé o per altri, per la diffusione delle buone azioni nel mondo, per la soluzione dei conflitti internazionali, per la conversione e la crescita spirituale. La preghiera, sia comunitaria che da soli, nella stanza di casa o in Chiesa, in qualsiasi momento della giornata, è un momento di pace e serenità che distoglie dalle preoccupazioni del vivere giornaliero, è un momento di comunicazione con la Divina Misericordia tramite le preghiere più belle. Le grazie risultano dall'esperienza non solo di santi e religiosi, ma anche di persone comuni che hanno lasciato testimonianza pubblica delle grazie ricevute richieste alla Vergine Maria.
La preghiera del rosario è attualmente composta da 15/20 "misteri" (eventi, momenti o episodi significativi) della vita di Cristo e di Maria, raggruppati in "corone". Ogni corona comprende la meditazione di cinque misteri e la recita di cinquanta Ave Maria divise a gruppi di dieci (decine o "poste"). Essendo facoltativi i cinque misteri aggiunti da Giovanni Paolo II, si può affermare che la preghiera comprende dunque quindici misteri ("misteri gaudiosi", "misteri dolorosi" e "misteri gloriosi").
La versione integrale e classica della meditazione prevede la contemplazione di tutti i quindici misteri e quindi la recita, tra l'altro, di centocinquanta Ave Maria, con l'antichissima e voluta analogia con i centocinquanta salmi del Salterio. Dal 2002, con l'aggiunta facoltativa dei cinque "misteri luminosi", si contano venti "poste" per complessive duecento Avemarie. Il conto si tiene facendo scorrere tra le dita i grani della "corona del Rosario" o "rosario", scritto con l'iniziale minuscola allo scopo di distinguere l'oggetto dalla preghiera. Si recita nella lingua corrente o in lingua latina.

## Recita del Rosario

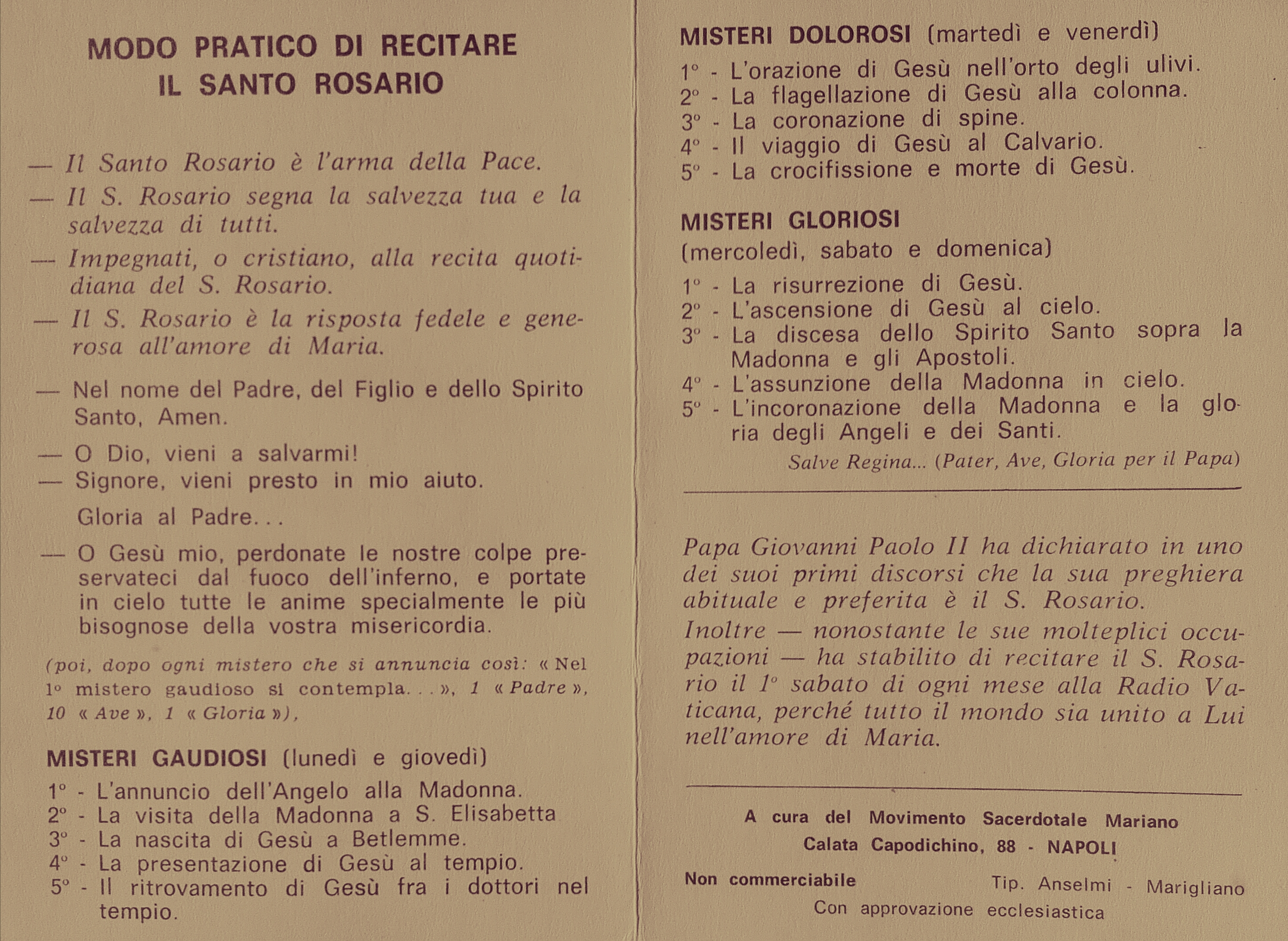
Modo di recitare il santo Rosario (senza i Misteri della Luce di Giovanni Paolo II)

La versione tradizionale prevede la recita in lingua corrente o latina. Si inizia anzitutto con il Segno della Croce, seguito dall'invocazione: "O Dio vieni a salvarmi, Signore vieni presto in mio aiuto".
Viene recitato sempre in latino quando si tratta di incontri internazionali.
Si recitano quindi:
- un Credo
- un Padre nostro
- tre Ave Maria per chiedere di crescere nelle tre virtù teologali: fede, speranza e carità
- un Gloria al Padre.

Si recita quindi una corona di cinque decine, facendole precedere dalla meditazione del mistero a cui ciascuna è legata.
Ogni decina è composta da:
- un Padre nostro
- dieci Ave Maria
- un Gloria al Padre
- tipicamente, dopo il Gloria, si recita anche la Preghiera di Fatima (facoltativa): «Gesù mio, perdona le nostre colpe, preservaci dal fuoco dell'inferno e porta in Cielo tutte le anime, specialmente le più bisognose della Tua misericordia» oppure, se è recitato in suffragio dei morti, il Requiem aeternam (ossia L'eterno riposo): «L'eterno riposo dona loro, Signore, e splenda ad essi la luce perpetua. Riposino in pace. Amen».

In alcune occasioni, specie se viene recitato con particolari intenzioni vocazionali, per le vocazioni sacerdotali o religiose, può seguire la seguente preghiera: "O Signore, manda santi sacerdoti e ferventi religiosi alla tua Chiesa".
Dopo le cinque decine si recita (o si canta):
- una Salve Regina.

Dopo il Rosario si recitano:
- un Padre nostro
- un'Ave Maria
- un Gloria al Padre

secondo le intenzioni del Papa.
Durante la recita collettiva, ciascuna di queste preghiere viene eseguita in forma responsoriale: per metà dalla persona che guida la recita, per l'altra metà da tutti gli altri, tranne che per la preghiera di Fatima e il Salve Regina, che vengono iniziate dalla persona che guida la recita e proseguite da tutti.
Facoltativamente, si recita poi una delle seguenti preghiere:
- Litanie lauretane
- Preghiera a san Giuseppe (obbligatoria nel mese di ottobre per volere di Leone XIII con l'enciclica Quamquam pluries del 1889)
- Preghiera a san Michele
- Preghiera al Cuore immacolato di Maria
- Sub tuum praesidium.

Se è presente un sacerdote, a questo punto può impartire la benedizione. In assenza del sacerdote, si recita la formula "Il Signore ci benedica, ci protegga da ogni male e ci conduca alla vita eterna".
Si termina con il segno della croce.
La tradizione cattolica consente di aggiungere prima della fine del Rosario qualsiasi preghiera a scelta: può trattarsi di una preghiera ufficiale (alcuni suggeriscono di recitare l'Angelo di Dio) oppure di un'invocazione personale.
Il Rosario si recita individualmente ma può essere detto da più persone come una preghiera comunitaria (uso comune nelle Comunità Religiose e nelle parrocchie).

### Forma breve
A fianco della forma tradizionale del Rosario esiste anche una forma più breve, in cui le Ave Marie delle decine vengono recitate omettendo la seconda parte (quella che comincia con "Santa Maria"); fanno eccezione le Ave Marie che concludono ogni decina, che vengono recitate per intero. Nella forma breve si possono omettere anche le preghiere iniziali dopo il Segno della Croce, ad eccezione del Gloria. Nella preghiera individuale si possono anche recitare una o più singole decine invece del Rosario completo.

### Rosario missionario
Il Rosario missionario è una forma di Rosario cattolico in cui la recita di ogni decina è dedicata a un continente.
A ogni decina segue la lettura di una testimonianza di un santo missionario del continente per cui si è pregato.
Come conclusione, si ha l'invocazione della Vergine Maria in favore dei Paesi del mondo.

### Rosario meditato
Esistono varie meditazioni (composte da santi o dettate da Gesù e Maria durante rivelazioni private), che servono ad aiutare il fedele nella pratica del Rosario e nella contemplazione dei misteri. Sono stati pubblicati testi con le meditazioni di personaggi famosi, come papa Francesco, don Luigi Giussani, don Oreste Benzi e madre Anna Maria Canopi.

## I misteri
Il Santo Rosario completo è di 15 decine in tre serie chiamate corone. Nella forma tradizionale, si recita ogni giorno una corona meditandone i misteri: la prima comprende i misteri gaudiosi (o della gioia), contemplati il lunedì e il giovedì; la seconda i misteri dolorosi (o del dolore), il martedì e il venerdì; la terza i misteri gloriosi (o della gloria), il mercoledì, il sabato e la domenica.
Con la lettera apostolica Rosarium Virginis Mariae del 16 ottobre 2002, Giovanni Paolo II ha introdotto facoltativamente i misteri luminosi (o della luce), da contemplare il giovedì, e ha definito essi come la seconda corona del Rosario, in quanto, ripercorrendo la vita di Gesù, seguirebbero i misteri gaudiosi e precederebbero quelli dolorosi.
Secondo questa nuova variante del Rosario, i misteri gaudiosi (o della gioia) si contemplano il lunedì e il sabato - in quanto è accettabile l'idea di non recitare i misteri gloriosi due giorni di seguito, facendo però restare il sabato, come da tradizione, un giorno a forte carattere mariano -, i misteri dolorosi sempre il martedì e il venerdì, i misteri gloriosi il mercoledì e la domenica, mentre il giovedì è dedicato ai misteri luminosi (invece che a quelli gaudiosi).

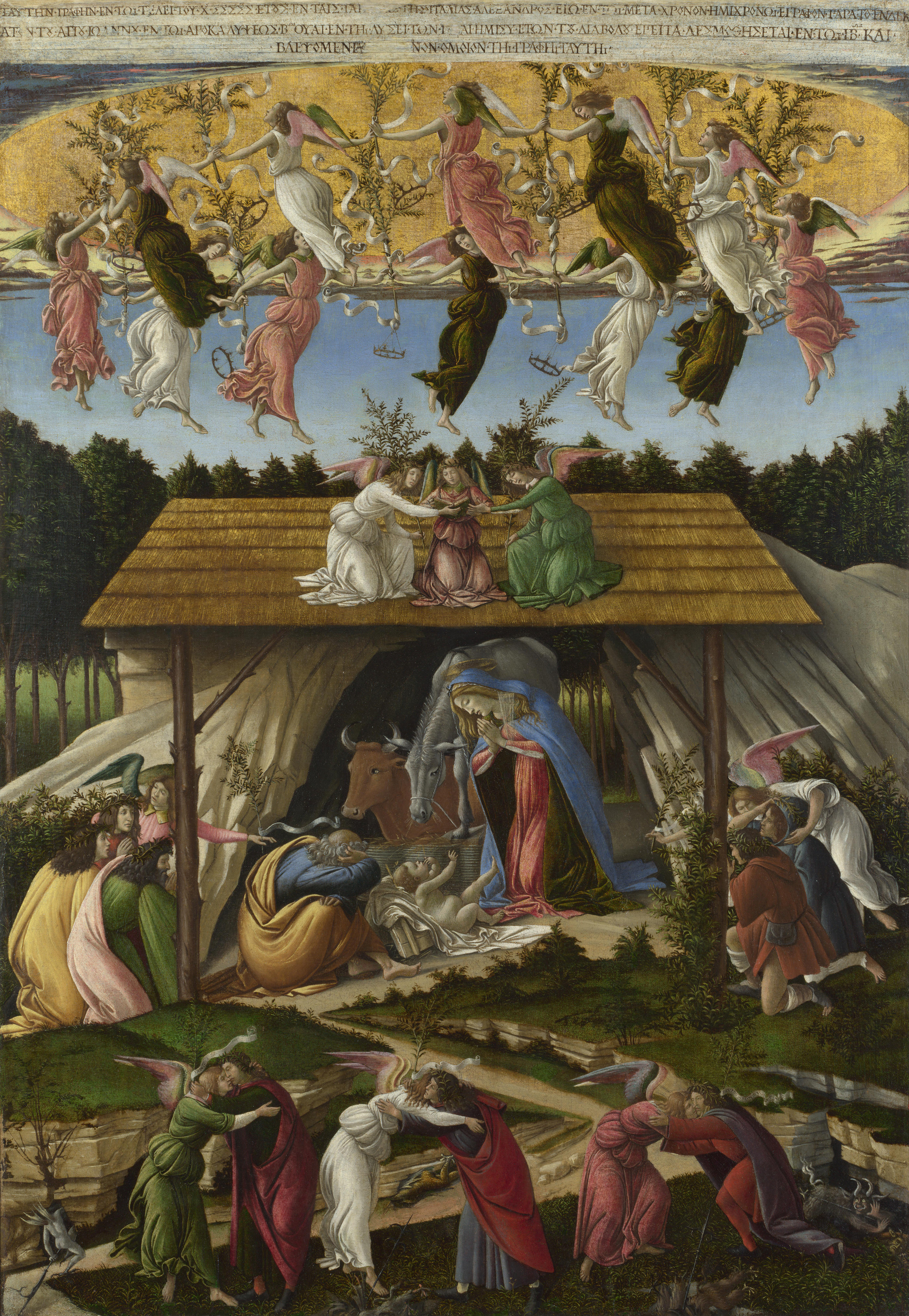
La nascita di Gesù, terzo dei misteri gaudiosi

### Misteri gaudiosi (o della gioia)
Da recitarsi il lunedì e il giovedì oppure il lunedì e il sabato se il giovedì si recitano i misteri della luce.
1. L'annunciazione dell'angelo a Maria Vergine;
2. La visita di Maria a Elisabetta;
3. La nascita di Gesù nella grotta di Betlemme;
4. La presentazione di Gesù al Tempio;
5. Il Ritrovamento di Gesù tra i dottori nel Tempio.

### Misteri dolorosi (o del dolore)
Da recitarsi il martedì e il venerdì.
1. L'agonia di Gesù nell'orto degli ulivi;
2. La flagellazione di Gesù alla colonna;
3. L'incoronazione di spine;
4. La Salita al Calvario;
5. La crocifissione e la morte di Gesù.

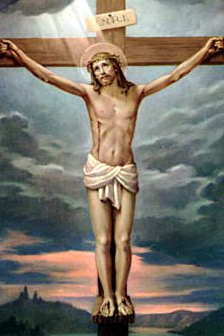
La crocifissione di Gesù, quinto dei misteri dolorosi

### Misteri gloriosi (o della gloria)
Da recitarsi il mercoledì, il sabato e la domenica oppure il mercoledì e la domenica se il giovedì si recitano i misteri della luce.
1. La risurrezione di Gesù;
2. L'ascensione di Gesù al Cielo;
3. La discesa dello Spirito Santo nel Cenacolo;
4. L'assunzione di Maria Vergine al Cielo;
5. L'incoronazione di Maria Vergine.

### Misteri luminosi (o della luce)
Da recitarsi facoltativamente il giovedì, in luogo dei misteri gaudiosi, la cui recitazione è spostata al sabato o al lunedì seguente.
1. Il battesimo di Gesù nel fiume Giordano;
2. Il primo miracolo di Gesù alle nozze di Cana;
3. L'annuncio del Regno di Dio e l'invito alla conversione;
4. La trasfigurazione di Gesù sul monte Tabor;
5. L'istituzione dell'Eucaristia.

## Origini del Rosario

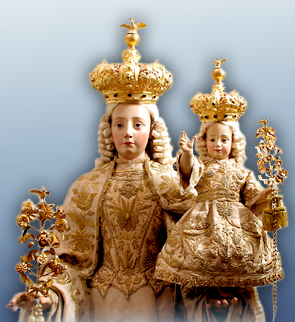
Statua settecentesca della Madonna del Rosario venerata a San Severo

All'origine del Rosario vi sono i 150 Salmi di Davide che si recitavano nei monasteri. Nel tardomedioevo (850 d.C.), per ovviare alla difficoltà dei monaci conversi di imparare a memoria tutti i Salmi (spesso erano privi di istruzione e a volte nemmeno sapevano leggere), un monaco irlandese suggerì di recitare al posto dei Salmi 150 Padre nostro.
La preghiera iniziò ad essere utilizzata anche al di fuori dei centri religiosi. Per contare le preghiere i fedeli avevano vari metodi, tra cui quello di portare con sé 150 sassolini, ma ben presto si passò all'uso delle cordicelle con 50 o 150 nodi.
Poco tempo dopo, come forma ripetitiva, si iniziò ad utilizzare anche il Saluto dell'Angelo a Maria, che costituiva allora la prima parte dell'Ave Maria. Nel XIII secolo i monaci cistercensi svilupparono una nuova forma di preghiera che chiamarono "rosario", perché la comparavano ad una corona di rose mistiche donate alla Madonna; la rosa è infatti il fiore "mariano" per eccellenza, simbolo della stessa "Ave Maria".
Questa devozione fu resa popolare da san Domenico: si dice infatti che nel 1214 il fondatore dell'Ordine dei Predicatori ebbe un'apparizione della Madonna, dalla quale ricevette un rosario come strumento per l'aiuto dei cristiani contro le eresie.
Nel XIII secolo si svilupparono i Misteri del Rosario: numerosi teologi avevano già da tempo considerato che i 150 Salmi erano velate profezie sulla vita di Gesù. Dallo studio dei Salmi si arrivò ben presto alla elaborazione dei Salteri di Nostro Signore Gesù Cristo, nonché alle lodi dedicate a Maria. Così durante il XIII secolo si erano sviluppati quattro diversi salteri: i 150 Padre Nostro, i 150 Saluti Angelici, le 150 lodi a Gesù, le 150 lodi a Maria.
Verso il 1350 si arriva alla compiutezza dell'Ave Maria come la conosciamo oggi. Questo avviene ad opera dell'Ordine dei certosini, che uniscono il saluto dell'Angelo con quello di Elisabetta, fino all'inserimento di «adesso e nell'ora della nostra morte. Amen».
All'inizio del XIV secolo i cistercensi, in particolare quelli della regione francese di Trèves, inseriscono le clausole dopo il nome di Gesù, per abbracciare all'interno della preghiera l'intera vita di Cristo. Verso la metà del XIV secolo, un monaco della certosa di Colonia, Enrico Kalkar, introdusse prima di ogni decina alla Madonna, il Padre Nostro. Questo metodo si diffuse rapidamente in tutta Europa.
Sempre nella certosa di Trèves, all'inizio del 1400, Domenico Hélion (chiamato anche Domenico il Prussiano o Domenico di Trèves), sviluppa un rosario in cui fa seguire il nome di Gesù da 50 clausole che ripercorrono la vita di Gesù, i pensieri di Domenico il Prussiano erano divisi in gruppi di 10 con un Padre Nostro all'inizio di ogni gruppo.
Tra il 1435 e il 1445, Domenico compone per i fratelli certosini fiamminghi, che recitano il Salterio di Maria, 150 clausole divise in tre sezioni corrispondenti ai Vangeli dell'infanzia di Cristo, della vita pubblica, e della Passione-Risurrezione.
Nel 1470 il domenicano Alain de la Roche, in contatto con i certosini, da cui apprende la recita del Rosario, crea la prima Confraternita del Santo Rosario facendo diffondere rapidamente questa forma di preghiera: chiama Rosario «nuovo» quello con un pensiero all'interno di ogni Ave Maria, e Rosario «vecchio» quello senza meditazione, con solo le Ave Maria. Alain de la Roche riduce a 15 i Misteri (suddivisi in gaudiosi, dolorosi, gloriosi). In Italia venne diffuso grazie alle Confraternite del Rosario, fondate da Pietro da Verona, santo appartenente all'Ordine domenicano.

Il primo documento ufficiale della Chiesa cattolica risale al secolo XV, con papa Sisto IV, che nella bolla "Ea quæ ex fidelium" del 12 maggio 1479, afferma che la pratica del Rosario era anticamente diffusa nelle diverse parti del mondo e, caduta in disuso, era stata di recente ripristinata, invitando i cattolici alla recita quotidiana del salterio mariano con le 150 salutationes, tante quante i salmi davidici, precedendone ogni decina da un pater ed assegnando a tale pratica varie indulgenze. Dal 1478 ad oggi si contano oltre 200 documenti pontifici sul Rosario.

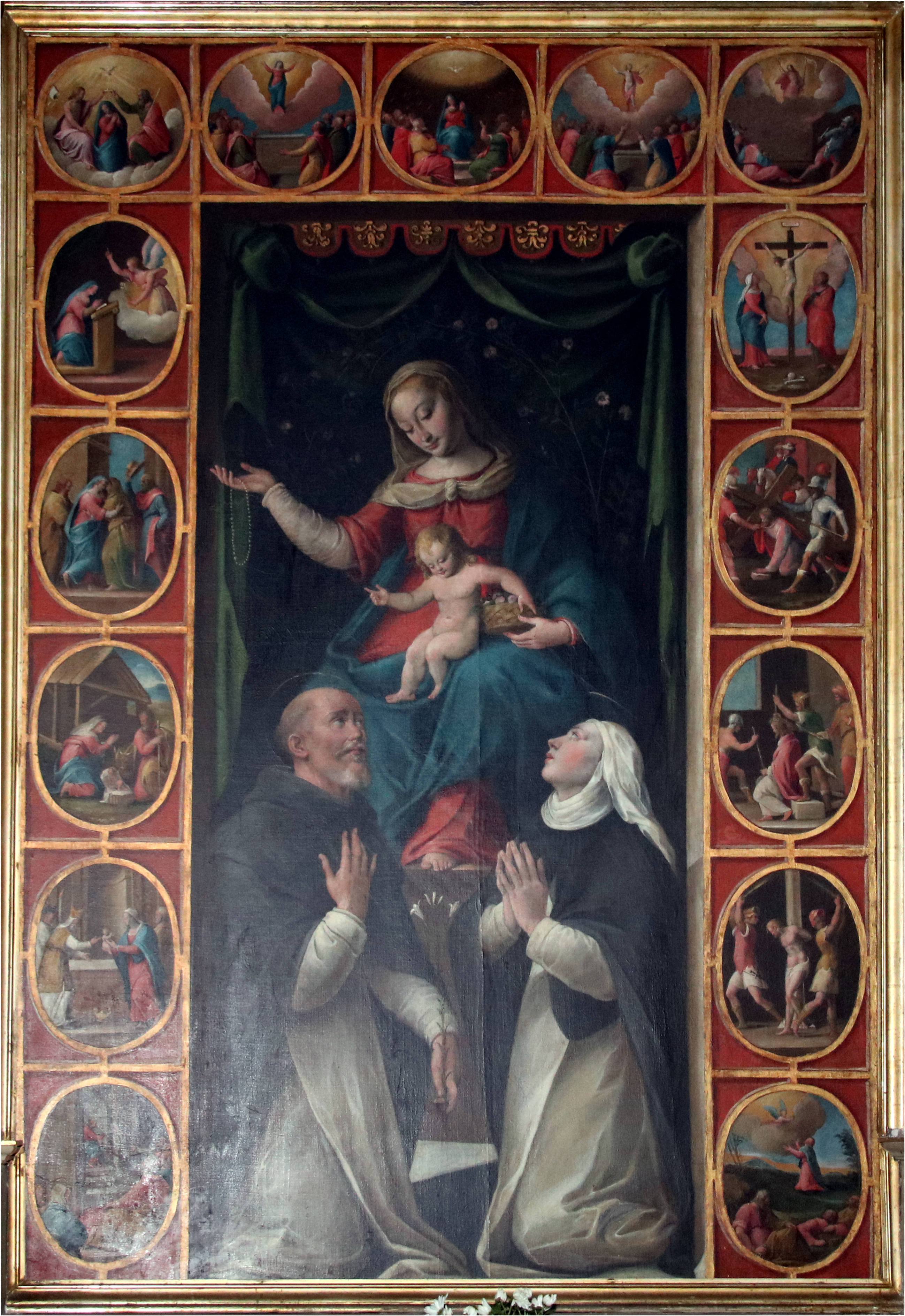
Francesco Longhi, Madonna del Rosario tra i santi Domenico e Caterina, 1610.

La struttura medievale del Rosario fu abbandonata gradualmente con il Rinascimento, e la forma definitiva del Rosario si ha nel 1521 ad opera del domenicano Alberto di Castello.
San Pio V, domenicano, fu il primo «Papa del Rosario». Il 17 settembre 1569 emanò la bolla "Consueverunt Romani Pontifices" con la quale venivano stabilite le precise modalità per la recita del rosario. Nel 1571, anno della battaglia di Lepanto, papa Pio V chiese alla cristianità di pregare con il rosario per chiedere la liberazione dalla minaccia turco-ottomana. La vittoria della flotta cristiana, avvenuta il 7 ottobre, venne attribuita all'intercessione della Vergine Maria, invocata con il Rosario. In seguito a ciò il papa introdusse nel calendario liturgico per quello stesso giorno la festa della Madonna della Vittoria, che poi il suo successore, papa Gregorio XIII, trasformò in festa della Madonna del Rosario. La festa da allora si celebra il 7 ottobre di ogni anno.
Leone XIII, con le sue 12 Encicliche sul Rosario, fu il secondo «Papa del Rosario».
Sempre nel XVI secolo si ha la fissazione definitiva dell'ultima parte dell'Ave Maria, che nella parte finale aveva numerose varianti locali.
I domenicani promossero anche la Confraternita del Rosario Perpetuo (chiamata anche Ora di Guardia, fondata nel 1630 dal padre Timoteo de' Ricci, si impegnava ad occupare tutte le ore del giorno e della notte, di tutti i giorni dell'anno, con la recita del Rosario), la Confraternita del Rosario Vivente (fondata nel 1826 dalla terziaria domenicana Pauline-Marie Jaricot).
Papa Giovanni Paolo II, con la lettera apostolica Rosarium Virginis Mariae del 16 ottobre 2002, introduce facoltativamente i misteri luminosi incentrati sulla vita pubblica di Gesù.
Altri personaggi che hanno contribuito alla diffusione di questa preghiera sono san Luigi Maria Grignion de Montfort con il suo libro Il segreto ammirabile del Santo Rosario, e il beato Bartolo Longo (fondatore del Santuario e delle opere di carità di Pompei) considerato l'"Apostolo del Santo Rosario". Un altro impulso si ebbe nei secoli XIX e XX con le apparizioni di Maria a Lourdes e a Fatima. La veggente di Fatima, Lucia, ha affermato che «da quando la Vergine SS. ha dato grande efficacia al S. Rosario, non c'è problema né materiale, né spirituale, nazionale o internazionale, che non si possa risolvere con il S. Rosario e con i nostri sacrifici». E ancora: «Lo scadimento del mondo è senza dubbio frutto della decadenza dello spirito di preghiera. È stato in previsione di questo disorientamento che la Madonna ha raccomandato con tanta insistenza la recita del Rosario».
La "Madonna del Santo Rosario" è venerata nel Pontificio santuario di Pompei.
Una possibile etimologia della parola "rosario" è da rintracciare nella parola sanscrita japa-mālā (जपमाला), letteralmente "ghirlanda" (mālā) "per preghiere" (japa). La parola japa-mālā è in uso da millenni per indicare la corona per le preghiere presso le popolazioni dell'India. Come indicato dallo studioso di lingue indiane A. F. Weber (1825-1901), cambiando la "a" breve di japa (जप) con la "ā" lunga, si ottiene japā (जपा), che non significa più "preghiera", ma "rosa". Quindi japā-mālā viene a significare ghirlanda o corona di rose, di cui il latino rosarium potrebbe rappresentare un calco. Poiché però il sanscrito è stato conosciuto in occidente soltanto a partire dal XVIII secolo, mentre il termine rosarium è almeno di origine tardo-medievale, è improbabile che il supposto calco sia stato fatto direttamente dal sanscrito.

## Promesse della Vergine ai devoti del Rosario

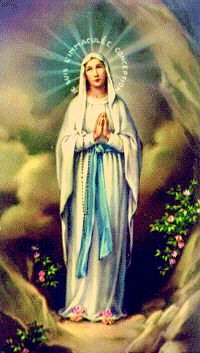
La Madonna apparve a Lourdes con la corona del rosario

La tradizione religiosa riporta anche 15 promesse che la Vergine in persona avrebbe fatto sia a san Domenico sia al beato Alano della Rupe riguardo al suo Rosario.
Esse sono le seguenti:
1. «A tutti quelli che devotamente reciteranno il mio Rosario, io prometto la mia protezione speciale e grandissime grazie.»
2. «Chi persevererà nella recitazione del mio Rosario riceverà grazie preziosissime.»
3. «Il Rosario sarà un'arma potentissima contro l'inferno; esso distruggerà i vizi, libererà dal peccato, dissiperà le eresie.»
4. «Il Rosario farà fiorire le virtù e le buone opere e otterrà alle anime le più abbondanti misericordie divine; sostituirà nei cuori l'amore di Dio all'amore del mondo, elevandoli al desiderio dei beni celesti ed eterni. Quante anime si santificheranno con questo mezzo!»
5. «Colui che si affida a me con il Rosario, non perirà.»[24]
6. «Colui che reciterà devotamente il mio Rosario, meditando i suoi misteri, non sarà oppresso dalla disgrazia. Se è peccatore, si convertirà; se è giusto, crescerà in grazia e diverrà degno della vita eterna.»
7. «I veri devoti del mio Rosario non moriranno senza i Sacramenti della Chiesa.»
8. «Coloro che recitano il mio Rosario troveranno durante la loro vita e alla loro morte la luce di Dio, la pienezza delle Sue grazie e parteciperanno dei meriti dei beati.»
9. «Libererò molto prontamente dal Purgatorio le anime devote del mio Rosario.»
10. «I veri figli del mio Rosario godranno di una grande gloria in Cielo.»
11. «Quello che chiederete con il mio Rosario, lo otterrete.»
12. «Coloro che diffonderanno il mio Rosario saranno soccorsi da me in tutte le loro necessità.»
13. «Io ho ottenuto da mio Figlio che tutti i membri della "Confraternita del Rosario" abbiano per fratelli durante la vita e nell'ora della morte i santi del Cielo.»
14. «Coloro che recitano fedelmente il mio Rosario sono tutti miei figli amatissimi, fratelli e sorelle di Gesù Cristo.»
15. «La devozione al mio Rosario è un grande segno di predestinazione.»

In ricordo della Passione e Crocifissione di Gesù, la corona del Rosario dovrebbe avere una Croce cristiana, prestando quindi attenzione, ché esistono numerose forme di croce e di rosari non-cristiani.
Secondo il credo cattolico, il termine predestinazione non significa assenza di libero arbitrio, cioè una persona, dopo aver recitato il Rosario, può sempre cadere di nuovo nel peccato, fino a scegliere liberamente se raggiungere la salvezza o meno. Quindi, la predestinazione è qui intesa come l'alto grado di probabilità che una persona possa salvarsi, perché, di sicuro, col Rosario una persona sarà particolarmente protetta e aiutata da Dio e da Maria.
Per la Chiesa cattolica e ortodossa, Gesù è Redentore del mondo (pregato come Redemptor mundi Deus), dove "mundi" è inteso come intero genere umano. Se nessuno può salvarsi da solo in Paradiso, senza il necessario ausilio di Dio, nessun uomo è nemmeno predestinato (a prescindere dal suo vero credo e dalle azioni condotte nella vita terrena), e nemmeno escluso dalla vita eterna, che si ottiene per fede e per opere: pertanto, la preghiera cristiana, che è fede e opera nello stesso tempo, è sempre gradita a Dio, e benefica per chiunque la pronuncia. Nessuno è escluso a priori dalla vita eterna, ancor prima di nascere, né in nessun altro momento della vita terrena, essendo fino al punto di morte sempre aperta la possibilità dell'azione della grazia, del pentimento del peccatore e del perdono di Dio, come il ladrone penitente sulla Croce.
Il Santo Rosario è anche e prima di tutto una potente preghiera esorcistica contro Satana e tutti i suoi angeli apostati, perché siano allontanati fuori dalle case, e dagli altri luoghi in cui vivono le famiglie cristiane. Fondamento biblico di questa secolare devozione già si ritrova in Genesi:3,15: “Io porrò inimicizia tra te e la donna, tra la tua stirpe e la sua stirpe: questa ti schiaccerà la testa, e tu le insidierai il calcagno” (traduzione CEI 2008).
La preghiera ha il fine di ottenere da Dio una grazia per gli esseri umani (viventi o morti), quale può essere: il perdono dei peccati (guarigione dell'Anima), guarigione di mali e malattie del corpo umano, liberazione di luoghi, o suffragio di persone trapassate.
Stando a quanto rivelato all'inizio del Prologo del Vangelo secondo Giovanni, il Verbo è Dio stesso Uno e Trino, oltre ad essere il nome greco della Rivelazione di Dio, quali sono i Vangeli. Sebbene tradotto e non in lingua originale, con la lettura dei Misteri (evangelici) del Rosario, la parola d'uomo si conforma a immagine e somiglianza del Verbo di Dio in esse presente, quale è stato ordinato fin dalla creazione, e svolge pertanto una importante funzione esorcistica, pari alla preghiera mariana.
Nella tradizione cattolica e ortodossa, esiste un ordine (o priorità) di invocazione nella preghiera, non indispensabile, ma di certo utile per una sua maggiore efficacia: infatti, ad esso corrisponde la diversa e crescente potenza dell'intercessione dei Santi. Subito dopo le Tre Persone della Sacrosantissima Trinità di Dio, il primo ente dell'ordine creato a cui riferirsi rispetto a tale ordine di preghiera è Maria (iperdulia), cui segue la venerazione di San Giuseppe Suo castissimo Sposo (protodulia), e di San Michele Arcangelo, primo principe della milizia celeste, al quale è rivolto l'esorcismo principale Exorcismus in Satanam et Angelos Apostaticos (trascritto da papa Leone XIII), cui segue la dulia per gli altri Santi. Maria è appunto venerata coi titoli di Mediatrice e di Mediatrice di tutte le grazie.

## Promesse della Madonna a coloro che portano fedelmente con sé la corona del Rosario
Promesse fatte dalla Vergine durante varie apparizioni:
1. «Tutti coloro che portano fedelmente la corona del Santo Rosario, saranno da me condotti a mio Figlio.»
2. «Tutti coloro che portano fedelmente la corona del Santo Rosario, saranno da me aiutati nelle loro imprese.»
3. «Tutti coloro che portano fedelmente la corona del Santo Rosario, impareranno ad amare la Parola e la Parola li farà liberi. Non saranno più schiavi.»
4. «Tutti coloro che portano fedelmente la corona del Santo Rosario, ameranno sempre di più mio Figlio.»
5. «Tutti coloro che portano fedelmente la corona del Santo Rosario, avranno una conoscenza più profonda di mio Figlio nella loro vita quotidiana.»
6. «Tutti coloro che portano fedelmente la corona del Santo Rosario, avranno un desiderio profondo di vestire con decenza per non perdere la virtù della modestia.»
7. «Tutti coloro che portano fedelmente la corona del Santo Rosario, cresceranno nella virtù della castità.»
8. «Tutti coloro che portano fedelmente la corona del Santo Rosario, avranno una coscienza più profonda dei loro peccati e cercheranno sinceramente di correggere la propria vita.»
9. «Tutti coloro che portano fedelmente la corona del Santo Rosario, avranno un profondo desiderio di diffondere il messaggio di Fatima.»
10. «Tutti coloro che portano fedelmente la corona del Santo Rosario, sperimenteranno la grazia della mia intercessione.»
11. «Tutti coloro che portano fedelmente la corona del Santo Rosario, avranno pace nella loro vita giornaliera.»
12. «Tutti coloro che portano fedelmente la corona del Santo Rosario, saranno ripieni di un profondo desiderio di recitare il S. Rosario e meditare i Misteri.»
13. «Tutti coloro che portano fedelmente la corona del Santo Rosario, saranno confortati nei momenti di tristezza.»
14. «Tutti coloro che portano fedelmente la corona del Santo Rosario, riceveranno il potere di prendere decisioni sagge illuminati dallo Spirito Santo.»
15. «Tutti coloro che portano fedelmente la corona del Santo Rosario, saranno invasi da un profondo desiderio di portare oggetti benedetti.»
16. «Tutti coloro che portano fedelmente la corona del Santo Rosario, venereranno il mio Cuore immacolato e il Sacro Cuore di mio Figlio.»
17. «Tutti coloro che portano fedelmente la corona del Santo Rosario, non useranno il nome di Dio invano.»
18. «Tutti coloro che portano fedelmente la corona del Santo Rosario, avranno una profonda compassione per Cristo crocifisso e aumenterà il loro amore per Lui.»
19. «Tutti coloro che portano fedelmente la corona del Santo Rosario, saranno guariti da malattie fisiche, mentali ed emozionali.»
20. «Tutti coloro che portano fedelmente la corona del Santo Rosario, avranno pace nelle proprie famiglie.»

## Corona del Rosario (o "rosario")

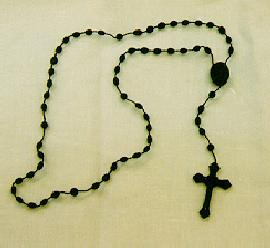
Cinque decadi di grani formano la corona del Rosario

La corona (del Rosario), chiamata per brevità rosario (con l'iniziale minuscola per distinguerla dalla preghiera), si adopera per tenere il conto delle preghiere che si recitano. Oggetti simili al rosario sono rintracciabili in varie religioni: nell'induismo, nel buddismo, nell'islam, nell'oriente cristiano - dove prende il nome di komboloi - e infine nella chiesa latina.
In quest'ultima, la corona del Rosario di norma è formata da 50 grani in gruppi di 10 (le decine), con grani più grossi per separare fra loro le decine. Si conoscono alcuni rosari con 100 o 150 grani: nel passato tali numeri sono stati scelti perché rispettivamente uguali al numero dei salmi o ai suoi due terzi.
Per i grani venivano tradizionalmente usati i semi dell'albero del mogano, o perle, ma ora si usano altri materiali più economici e artificiali.
Il rosario francescano, anziché avere 50 grani, ne ha 70
In passato erano comuni anche rosari fatti con noccioli di olive; alcuni sono stati creati con le olive del Giardino del Getsemani, l'Ordine equestre del Santo Sepolcro di Gerusalemme ne dava uno a tutti quelli che facevano parte dell'ordine.
A volte, i rosari incorporano sacre reliquie.

## Indulgenze nella Chiesa cattolica
Alle tre corone tradizionali sono associate alcune indulgenze, benedette con facoltà pontificia.
Sono quindi esclusi dall'antica indulgenza i misteri luminosi, introdotti da papa Giovanni Paolo II.
Dopo il Vaticano II e le prime traduzioni del Messale in lingue moderne, anche le indulgenze esistenti per le altre preghiere latine, recitate fuori dalla Santa Messa, sono state automaticamente estese a chi pronuncia o canta le stesse preghiere in una traduzione in lingua moderna, purché tale traduzione sia approvata e autorizzata dall'autorità ecclesiastica competente (sommo pontefice, vescovo, cardinale, abate benedettino poiché la loro autorità è equiparata a quella del vescovo, ecc.), ed ai fini della pubblicazione e del culto in pubblico.
Delle Indulgenze annesse a tal Rosario o Corona si notano le principali, avvertendo che si possono applicare anche in suffragio delle anime Purganti.

1. Chiunque dirà tale Rosario o Corona, acquisterà 100 giorni d'Indulgenza per ogni Pater Noster, e 100 giorni per ogni Ave Maria che reciterà.

2. Chi reciterà il Rosario intero di quindici decine, oltre la predetta Indulgenza di cento giorni per ogni Pater e per ogni Ave, acquisterà di più l'Indulgenza di sette anni e di sette quarantene.

3. Chi reciterà tal Rosario o tal Corona con altre persone, tutte, ed ognuna di esse, conseguiranno le medesime indulgenze, come se ognuna le recitasse da sé.

4. Chi reciterà detta Corona, almeno di cinque decine, ogni giorno per un mese intero, confessatosi e [poi] comunicatosi [durante una Messa ] in un giorno a suo piacimento dentro detto mese, [ed inoltre] visitando una chiesa, e ivi pregando secondo l'intenzione del Sommo Pontefice, acquisterà l'Indulgenza Plenaria.

5. Continuando la detta recita ogni giorno per un anno intero, oltre l'Indulgenza Plenaria da potersi acquistare in ciascun mese, gli è accordata la stessa Indulgenza Plenaria per un'altra volta, confessatosi e [poi] comunicandosi [durante una Messa] in un giorno dentro l'anno a proprio piacimento, [ed inoltre] visitando una Chiesa, e pregando come sopra.

6. La stessa Indulgenza Plenaria è concessa a chi, essendo solito recitatore della Corona, anche solo di cinque decine, almeno una volta per settimana confessatosi e comunicatosi nella festa di santa Brigida (8 ottobre), visiterà qualche Chiesa e in essa pregherà come sopra.

7. In punto di morte poi, se raccomandando la propria anima a Dio, ed essendo almeno contrito, quando non potesse confessarsi e comunicarsi, invocherà divotamente il Nome santissimo di Gesù col cuore, non potendolo colla bocca, conseguirà anche per allora l'Indulgenza Plenaria.

Si avverta però che simili Indulgenze valgono unicamente per la persona per la quale una tal Corona è stata benedetta, e alla quale è stata data per la prima volta: per cui, quando la persona a cui per la prima volta fu data tale corona, dopo esser stata benedetta, la dia in dono o in prestito a qualche altra, non è che la corona perda le indulgenze, ma piuttosto che quest'ultima persona non può godere il beneficio delle Indulgenze, a meno che non la faccia benedire un'altra volta per sé»
( don Giuseppe Riva, coi Tipi di Antonio Valentini e C., Manuale di Filotea, ed.ne decimaterza (riveduta e aumentata), Milano, Libraio Serafino Maiocchi, Contrada de' Profumieri n. 3219, agosto 1860,  pp. 520-521 (di 940).)
L'enciclica Quamquam Pluries di Leone XIII formulò l'Orazione a San Giuseppe, per la quale fu attribuita l'indulgenza di sette anni e sette quarantene ogni volta. La pia recitazione fu prescritta contestualmente al Rosario nel mese di ottobre.
Chi prega, al solito, può chiedere che a beneficiare dell'Indulgenza siano anche terze persone, non necessariamente conosciute o con un legame di consanguineità, sia viventi che anime di defunti che si ritengono già salvate ed espianti i loro peccati in Purgatorio.

La corona benedetta, dal punto di vista teologico diventa un oggetto portatore e intermediario della grazia divina, per tramite della preghiera. Tale capacità cessa se la corona viene distrutta o venduta.
La benedizione delle corone deve essere impartita da un consacrato, che può essere soltanto: diacono, presbìtero (sacerdote), oppure vescovo.

Come detto, la benedizione non può essere amministrata da un fedele che ricopra particolari o deleghe nella parrocchia su incarico del sacerdote. Per la tradizione, gli oggetti di devozione o di pietà che erano e possono essere benedetti, sono: crocifisso o croce (a forma di croce cristiana, o di santi proclamati dalla Chiesa Cattolica), corona, scapolare, medaglia (che è cosa diversa da amuleti o talismani).
Il Rito Romano contempla un libro apposito, il Rituale romano, per le benedizioni e per accompagnare riti liturgici e venire incontro alla pietà cristiana. 
Il Rito della Benedizione (e Imposizione) deve essere approvato dalla Congregazione per il Culto Divino e la Disciplina dei Sacramenti.

## Rosario di Santa Brigida di Svezia
Un'altra versione del rosario è quella che prende il nome di rosario brigidino. Il suo nome fa riferimento a Santa Brigida di Svezia, compatrona d'Europa, la quale, avendo promosso tale rosario, ne ottenne da Papa Urbano V sia l'approvazione sia numerose indulgenze, che vennero riaffermate da Papa Benedetto XIV con un suo Breve nel 1743.
La corona brigidina è formata da sei misteri seguiti da 10 Ave Maria, con un Padre Nostro e un Credo alla fine di ciascuna decina. La corona si conclude con un Padre Nostro e 3 Ave Maria in commemorazione dei sette dolori e delle sette gioie della Beata Vergine Maria. Il numero totale delle Ave Maria è 63, numero corrispondente agli anni in cui, secondo la tradizione popolare, visse in terra la Beata Vergine Maria.
In riferimento ai sei misteri, essi sono i seguenti: ai misteri gaudiosi bisogna aggiungere come 1° mistero l'Immacolata Concezione; ai misteri dolorosi bisogna aggiungere come 6° mistero la deposizione di Gesù tra le braccia di Maria; ai misteri gloriosi bisogna aggiungere come 6° mistero la protezione di Maria.
Tale rosario è connesso anche alle apparizioni di Lourdes, in quanto, durante la prima apparizione, la Beata Vergine teneva in mano tale rosario, in sostituzione di quello tradizionale.

## Rosario certosino
Oltre al rosario classico esiste in ambito cattolico un'altra versione, detta rosario certosino perché elaborato da un monaco dell'Ordine certosino, Domenico Helion, conosciuto come Domenico di Prussia.
Il rosario certosino è basato sulla recita di una corona di 50 Ave Marie, di cui si recita solo la prima parte; a differenza del rosario classico, non comporta la divisione della coroncina in cinque misteri dedicati ai diversi giorni della settimana. Nel Rosario certosino i misteri relativi alla vita di Gesù sono 50 e vengono riassunti in frasi brevi dette "clausole". Ciascuna clausola viene aggiunta alla fine della prima parte di ciascuna Ave Maria, dopo il nome "Gesù" e termina con un "Amen". La seconda parte dell’Ave Maria si recita solo una volta, al termine della 50ª clausola; dopo quest'ultima Ave Maria si recitano il Gloria e il Padre Nostro. Il rosario si conclude con la Preghiera all'Immacolata composta da Domenico di Prussia; in alternativa, si può recitare la Salve Regina. Nella forma classica, la recita delle 50 Ave Marie è ininterrotta, ma chi preferisce può suddividerle nelle classiche decine, concludendo ciascuna di esse con un Gloria.
Rispetto al rosario classico, il rosario certosino è caratterizzato da una maggiore flessibilità. La recita può essere interrotta e ripresa successivamente; il testo delle clausole può essere modificato secondo la devozione personale; non è necessario recitare tutte le 50 Ave Marie, ma si può scegliere il loro numero in base al tempo che si vuole dedicare alla preghiera.
Il rosario certosino ha il fine di favorire la preghiera contemplativa e la vita attiva dei cristiani, perciò bisogna badare più alla qualità che alla quantità; è meglio dire dieci Ave Marie lentamente, meditando sugli episodi della vita di Gesù, piuttosto che cinquanta Ave Marie frettolosamente e distrattamente. La Vergine Maria è infatti venerata come unica e necessaria interceditrice e mediatrice di qualsiasi grazia da Dio al genere umano.
Ciò non vieta, ma promuove la devozione a tutta la comunione di santi angeli e di sante anime - quest'ultime in attesa della Risurrezione della carne - che incessantemente cantano inni di onore e di lode, per adorare, ringraziare e contemplare il Volto di Dio Amore e Trinità, in unità sostanziale con la Vergine Madre di Dio.

## Trasmissioni radiofoniche
Radio Maria
La programmazione dell'emittente cattolica Radio Maria prevede la trasmissione radiofonica del Santo Rosario in lingua italiana, da una differente località nazionale o europea. La preghiera mariana viene recitata in diretta da un sacerdote della Chiesa Cattolica che si alterna a un'assemblea di fedeli aperta al pubblico, con l'inserimento di canti sia del repertorio latino della tradizione cattolica sia di melodie in lingua italiana con accompagnamento musicale alla chitarra.
Il Rosario viene trasmesso tutti i giorni su varie piattaforme, anche in streaming web, dal lunedì alla domenica, nei seguenti orari: ore 5.30 (Rosario di Giovanni Paolo II); ore 7.30, 16.45 e 20.25.

## Rosario per l'Italia
Il 19 marzo 2020 la Conferenza Episcopale Italiana invitò ogni famiglia ed ogni fedele a recitare il Rosario per l'Italia per mettere il Paese sotto la protezione della Madonna e chiedere a Dio di far cessare la pandemia di Covid-19. A poco meno di due mesi dal primo caso di Coronavirus in Italia si contavano 41 035 persone contagiate, di cui 4 440 guariti e 3 405 morti. La Lombardia risultava essere la regione più colpita con 19 884 persone positive e 2 168 morti. Bergamo e Brescia erano le province con un più elevato numero di contagi e di decessi.
La CEI chiese ad ogni cristiano di recitare i Misteri della luce del Rosario e di esporre fuori dalla finestra una candela accesa o un drappo di colore bianco, simboli della speranza e della luce della fede. L'iniziativa unì idealmente moltissimi cattolici italiani che, chiusi nelle loro case per evitare la diffusione del contagio, pregarono per l'Italia colpita dall'epidemia nel bel mezzo di una Quaresima stranissima con le messe sospese e un'estrema difficoltà ad accedere ai sacramenti.
Il Rosario per l'Italia venne trasmesso in diretta da Tv2000 e ospitato dalla chiesa romana di San Giuseppe al Trionfale. All'iniziativa lanciata dai vescovi italiani aderì anche Papa Francesco che fece l'introduzione alla preghiera mediante videomessaggio. Il Papa esortò tutti alla speranza e all'esercizio della prossimità in famiglia attraverso la comprensione, la pazienza e il perdono. Il Rosario venne recitato dentro la chiesa deserta. La recita dei misteri Luminosi è stata dedicata ai malati, ai carcerati, agli anziani, alle famiglie, ai medici e alle persone in prima linea in un momento di grande dolore come quello dell'epidemia di Coronavirus. I vescovi di tutto il mondo si sono uniti alla recita del Rosario nel giorno dedicato a San Giuseppe, custode della Santa Famiglia, e di tutta la Chiesa.
La preghiera fu ripetuta settimanalmente in diverse chiese e santuari d'Italia.
Papa Francesco scrisse una lettera indirizzata a tutte le famiglie per invitarle a pregare con fede la preghiera del Rosario durante il mese di maggio 2020.
Il primo maggio 2020 la CEI decise di iniziare il mese dedicato alla Madonna con l'Atto di Affidamento dell'Italia a Maria Santissima. Luogo della celebrazione fu la Basilica di Santa Maria del Fonte a Caravaggio, situato nel cuore della Lombardia che fu la regione colpita più duramente dalla pandemia.

## Rosari cristiani non-cattolici
Devozioni analoghe ma anche molto distanti al Rosario sono presenti anche in altre confessioni cristiane. I cristiani ortodossi recitano la preghiera di Gesù usando una coroncina chiamata komboskini o ciotki. Tra i protestanti il rosario viene respinto: tra i battisti, presbiteriani e valdesi è inesistente, poiché le preghiere vanno rivolte solo a Gesù (l'Ave Maria mescola invece il saluto dell'angelo a Maria con una preghiera a lei rivolta), mentre una stretta minoranza dei luterani lo accetta, ma usando la coroncina dei cattolici in modo diverso. Nel rosario luterano, inizialmente si recitano il Credo, il Padre nostro e il Gloria al Padre come nel rosario cattolico, ma le tre Ave Marie iniziali sono sostituite dalla preghiera di Gesù; in seguito, in ogni decina il Padre nostro e il Gloria vengono recitati normalmente, mentre l'Ave Maria è recitata una sola volta senza la seconda parte (che contiene la richiesta di pregare per i peccatori); le altre Ave Marie della decina sono sostituite una volta dalla prima parte del Magnificat e otto volte dalla preghiera di Gesù. Gli anglicani usano invece un rosario di pura preghiera detto rosario anglicano, che viene usato anche dai metodisti, ma che comunque è solamente orale e proibisce l'uso delle coroncine tipiche. 
Il gruppo cattolico scismatico dei palmariani ha imposto la recita quotidiana del Santo Rosario Penitenziale: consiste nel recitare 5 decine (da loro ribattezzate "5 Padre Nostro completi") ciascuna delle quali prevede la recita di 10 Padre Nostro, 10 Ave Maria, 10 Gloria al Padre e 10 giaculatorie "Ave Maria Purissima, senza peccato concepita".

## Rosari non-cristiani
Anche in altre religioni esistono dei rosari simili, almeno nella forma se non nell'uso, a quello cattolico. Fra questi si possono citare:
- il mālā in varie religioni originarie dell'India, spesso composto da semi di Rudrākṣa;
- il tasbih (تسبيح) - rosario islamico;
- il juzu (giapponese: 数珠) - rosario buddista giapponese.

## Letteratura
Ne I promessi sposi (cap. XXI) Lucia Mondella, prigioniera nel castello dell'Innominato, trova conforto recitando il Rosario:
(Alessandro Manzoni, I promessi sposi, cap. XXI)
Più avanti nella narrazione si legge:
(Alessandro Manzoni, I promessi sposi, cap. XXI)
Frequenti riferimenti al Rosario sono anche presenti nei personaggi popolari de I Malavoglia di Giovanni Verga.
Il romanzo Il Gattopardo inizia così:
L'autore, Tomasi di Lampedusa, pare che commetta qui un errore: la recita del Rosario infatti non termina con un'Ave Maria. Se anche il riferimento fosse alle preghiere secondo le intenzioni del Papa, che si recitano per tradizione dopo il Rosario, la conclusione sarebbe quella della preghiera Gloria Patri: "Et nunc et semper et in sæcula sæculorum. Amen."

## Arte
Numerosi sono i santuari dedicati al Rosario. Si ricordano ad esempio: il Santuario della Beata Vergine del Rosario di Pompei, la Basilica di Nostra Signora del Rosario a Lourdes, la Basilica di San Giovanni Battista al Rosario a Lecce, il Santuario della Beata Vergine del Santo Rosario a Fontanellato (Parma), il Santuario della Madonna del Rosario di San Pietro a Varallo Pombia (Novara). 
A Palermo l'Oratorio del Rosario di Santa Cita presenta una ricca e complessa decorazione con figure allegoriche, putti e teatrini raffiguranti i Misteri del Rosario. A Vicenza i settecenteschi portici che conducono al Santuario mariano di Monte Berico sono costituiti da 150 arcate, ripartite a gruppi di 10 per simboleggiare i 15 misteri e le Ave Marie del Rosario. E quindici cappelle con i Misteri del Rosario si trovano anche nei portici che salgono al Santuario della Madonna di San Luca a Bologna.
Fra i Sacri Monti prealpini, il Sacro Monte di Varese e il Sacro Monte della Beata Vergine del Soccorso ad Ossuccio (Como) sono costituiti da cappelle rappresentanti i Misteri del Rosario.
In Francia a Vence si trova la Chapelle du Saint-Marie du Rosaire, progettata e decorata da Henri Matisse. Nel continente americano in Argentina la città di Rosario nacque da un villaggio con una cappella di inizi del Settecento dedicata alla Madonna del Rosario, mentre in Messico, per le ricchissime decorazioni in barocco coloniale spagnolo, è notevole la cappella del Rosario della Cattedrale di Puebla.